# Zeyheria
Zeyheria é um género botânico pertencente à família Bignoniaceae.

## Sinonímia
Zeyhera

### Espécies
- Zeyheria acaulis
- Zeyheria barbata
- Zeyheria digitalis (Vell.) L.B. Sm. & Sandwith, 1954
- Zeyheria digitata
- Zeyheria fluviatilis
- Zeyheria hanburiana
- Zeyheria kuntzei
- Zeyheria montana Mart., 1826
- Zeyheria surinamensis
- Zeyheria tuberculosa (Vell.) Bureau, 1893:  vulgarmente chamada de ipê-tabaco ou ipê-felpudo, é nativa do sudeste do Brasil, ameaçada de extinção (categoria vulnerável da IUCN)

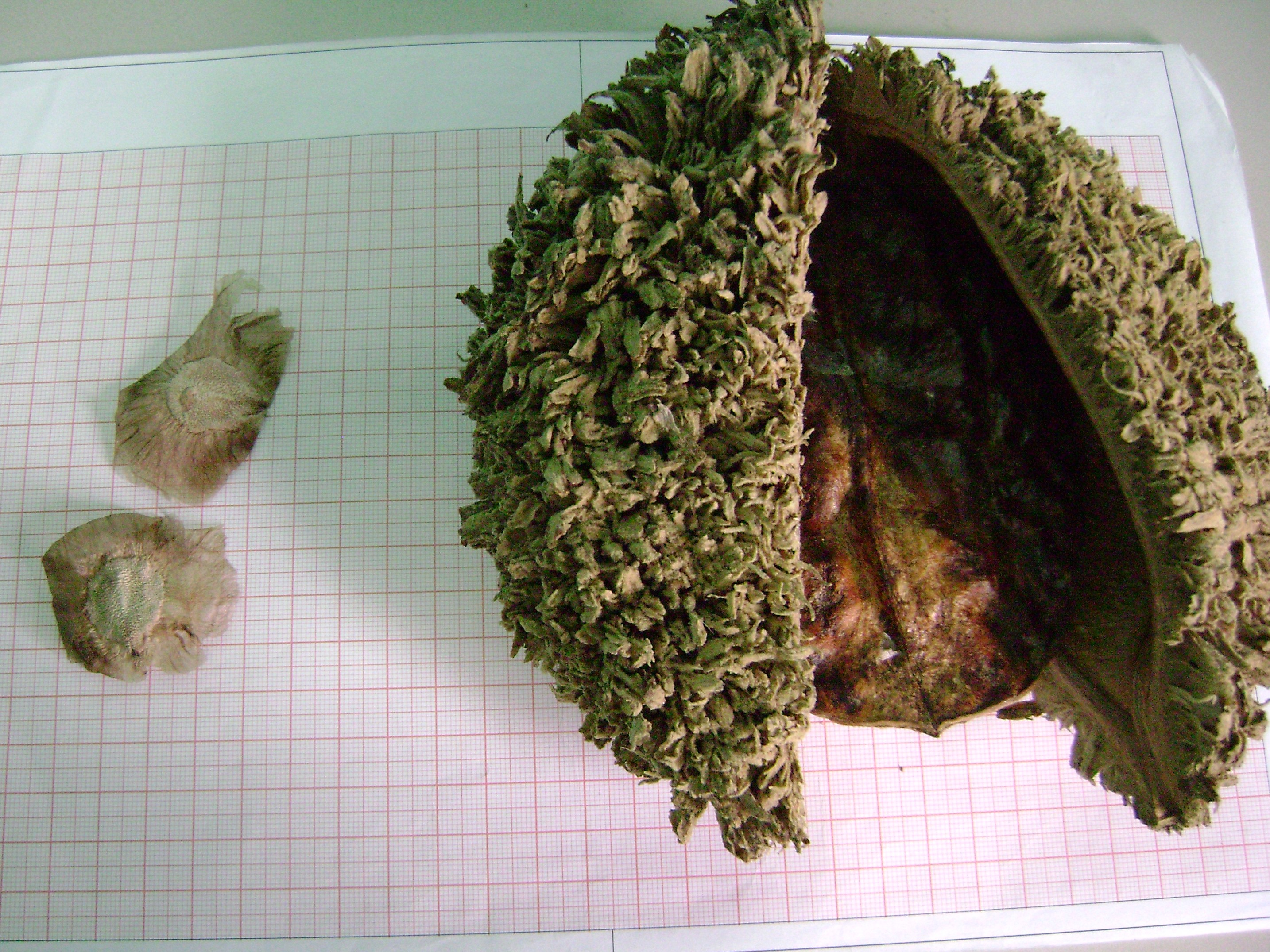
Fruto e sementes de Zeyheria sp.

- Fruto e sementes de Zeyheria sp.Zeyheria velloziana

## Nome e referências
- «IUCN Red List». Espécies ameaçadas do Brasil